# Changé, Mayenne

Changé este o comună în departamentul Mayenne, Franța. În 2009 avea o populație de 5,412 de locuitori.